# Лібертаріанство на основі природних прав
Лібертаріанство на основі природних прав людини (також відоме як деонтологічний лібералізм, деонтологічне лібертаріанство, лібертаріанський моралізм, філософське лібертаріанство або правозахисне лібертаріанство) - це політична філософія, що акцентує увагу на індивідуальній свободі, обмеженому втручанні уряду та захисті природних прав. Цей напрямок віри вважає, що у людей є природні та моральні права, які існують незалежно від держави. Ці права зазвичай включають право на життя, свободу та власність. Застосування сили та шахрайства вважається порушенням цих прав, і це є достатньою підставою, щоб протистояти таким діям. 
Це один з двох поглядів етики в межах правого лібертаріанства, інший - консеквенціалістське (наслідкове) лібертаріанство бере до уваги тільки наслідки дій і правила при їх оцінюванні та притримується думки, що вільний ринок і міцні права на приватну власність мають хороші наслідки.
Деякі деонтологічні лібертаріанські погляди базуються на принципі ненападу, який стверджує, що ніхто не має права застосовувати силу та шахрайство до людини та її майна ні за яких обставин. Цей принцип вважається основою і є визначним для усіх інших моральних принципів, не тільки для принципів справедливості. Інші ґрунтуються на суверенітеті особистості та стосуються лише принципів справедливості.

## Філософські концепції деонтологічного лібертаріанства
Деякі деонтологічні лібертаріанці, такі як Айн Ренд, пдітримують концепцію вартової держави, щоб захистити людей від будь-якого порушення їхніх прав і притягнути до відповідальності тих, хто порушує ці права. Інші, зокрема Мюррей Ротбард, виступають за скасування держави, оскільки вони бачать її як інституціоналізоване застосування сили через наявність податків. Їхній погляд про природність прав так чи інакше випливає з праць Томи Аквінського та Джона Лока. Ганс-Герман Гоппе виступає за скасування держави на підставі етики аргументації.

## Політичні партії
Деонтологічне лібертаріанство - це форма лібертаріанства, яка активно підтримується Лібертаріанською партією в США. Щоб стати членом з правом володіння партійною карткою, необхідно підписати присягу, яка не дозволятиме застосування сили для досягнення політичних або соціальних цілей в подальшому.

## Критика та відгуки
Деякі лібертаріанці стверджують, що послаблення принципу ненападу може принести більше свободи більшій кількості людей. Мюррей Ротбард відреагував на цю критику, стверджуючи, що засоби ніколи не повинні суперечити цілі. Консеквенціалістські (наслідкові) лібертаріанці запитують: "Яка авторитетна сила наділила мене, а також кожну іншу живу людину, правом і відповідальністю свого суверентітету? І як ця людина може довести, підтвердити або виправдати її існування?", відповідаючи на це запитання Ротбард використав метод виключення і дійшов висновку, що власність над собою є єдиною правомірною етичною позицією.
Філософ Джонатан Вольф критикує деонтологічне лібертаріанство, вказуючи на його непослідовність. Він стверджує, що воно не здатне пояснити, чому збитки, зазнані переможеними сторонами в економічній конкуренції, не порушують принцип самовласності, та що прихильники цього принципу намагаються "нечесно підсунути" консеквентністські аргументи у свої міркування, щоб виправдати існування вільного ринку.